# Renoncule de Küpfer
Ranunculus kuepferi
Espèce
Classification phylogénétique
La Renoncule de Küpfer (Ranunculus kuepferi) est une espèce de plante herbacée vivace de la famille des Renonculacées.

## Distribution
En France : Alpes.